# ابن یونس (دهانه)
ابن یونس یک دهانه برخوردی در ماه‌ است.